# 2014 TT85
2014 TT85, também escrito como 2014 TT85, é um objeto transnetuniano que está localizado no Cinturão de Kuiper, uma região do Sistema Solar. Ele possui uma magnitude absoluta de 8,0.

## Descoberta
2014 TT85 foi descoberto no dia 2 de outubro de 2014 pelo The Dark Energy Survey.

## Órbita
A órbita de 2014 TT85 tem uma excentricidade de 0,071 e possui um semieixo maior de 40,584 UA. O seu periélio leva o mesmo a uma distância de 37,712 UA em relação ao Sol e seu afélio a 43,456 UA.